# Fuchsia cestroides
Fuchsia cestroides är en dunörtsväxtart som beskrevs av Schulze-menz. Fuchsia cestroides ingår i släktet fuchsior, och familjen dunörtsväxter. Inga underarter finns listade i Catalogue of Life.